# Opornik fasolowaty
Opornik fasolowaty (Pueraria phaseoloides (Roxb.) Benth.) – gatunek z rodziny bobowatych. Pochodzi z Azji południowo-wschodniej i wschodniej, gdzie rośnie w zaroślach na stokach wzgórz i gór. Został szeroko rozprzestrzeniony w strefie tropikalnej. Gatunek niewybredny w zakresie wymagań klimatycznych i glebowych uprawiany jest jako roślina pastewna, na zielony nawóz oraz jako roślina przeciwerozyjna. 

## Morfologia

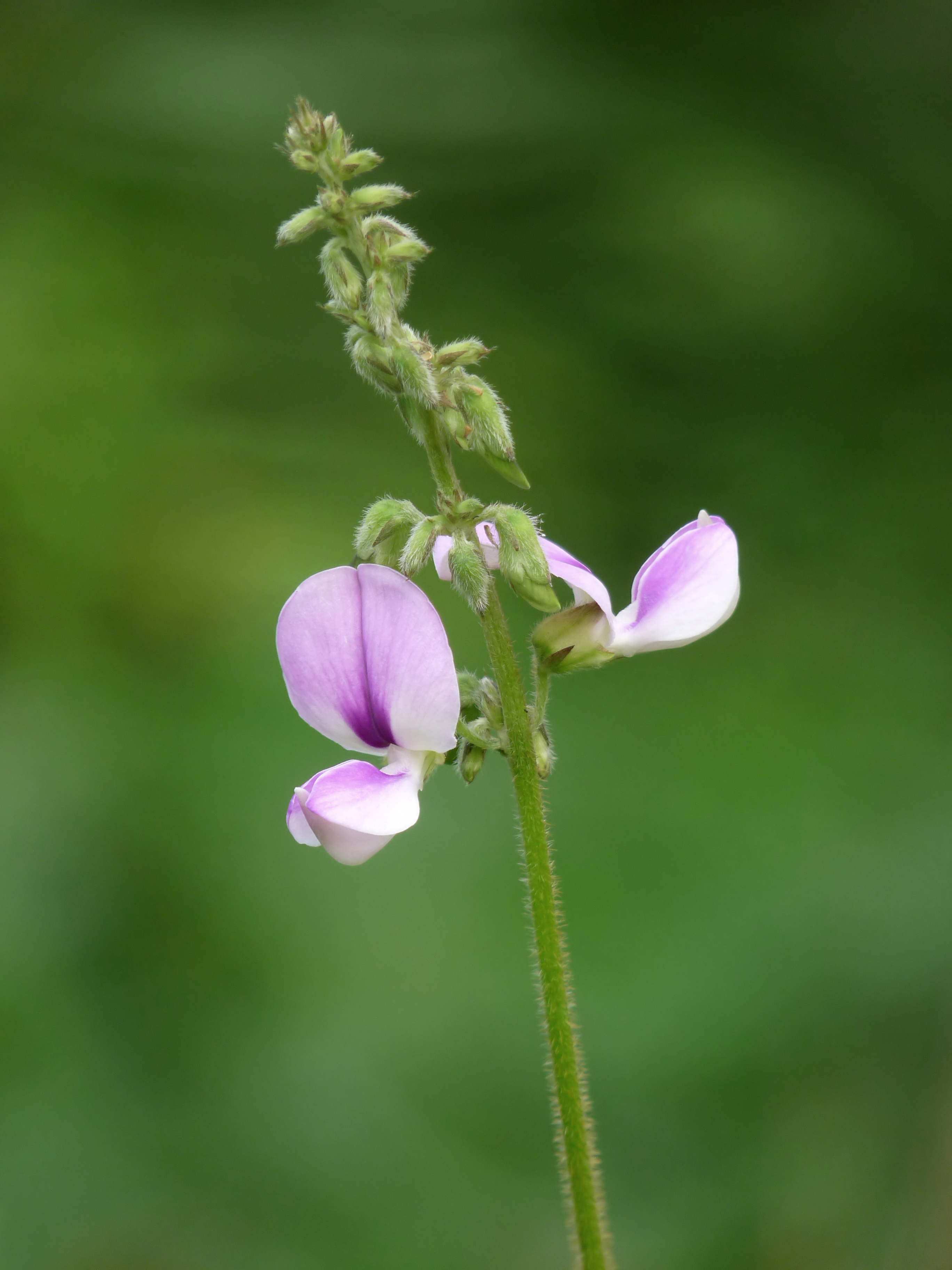
Kwiatostan

PokrójPnącze zielne o cienkiej, czterokanciastej i brązowo owłosionej łodydze osiągającej 4 m długości.
LiścieU nasady z przylistkami jajowato-lancetowatymi o długości do 5 mm. Blaszka liściowa złożona, z trzema listkami. Listki o kształcie jajowatym lub rombowatym, całobrzegie lub trójklapowe. Szczytowy listek osiąga do 10 cm długości i 9 cm szerokości, podczas gdy boczne listki są mniejsze. Liście od spodu są biało owłosione, z wierzchu włoski są przylegające.
KwiatyMotylkowe, zebrane w pojedyncze grona osiągające do 15 cm lub więcej długości. Z węzłów kwiatostanu zwykle wyrasta po kilka kwiatów na krótkich szypułkach, u nasady z drobnymi, równowąskimi i owłosionymi przysadkami do 4 mm długości. Działki kielicha zrośnięte, szczeciniasto owłosione, ok. 6 mm długości. Płatki korony niebieskawe lub jasnofioletowe, także w liczbie 5, nierówne. Górny w formie okazałego żagielka o średnicy do 12 mm. Boczne tworzą stulone skrzydełka okrywające łódeczkę zakończoną krótkim dzióbkiem. Zalążnia cienka. Szyjka słupka cienka, zakończona drobnym, główkowatym znamieniem.
OwoceStrąki walcowate do 8–10 cm długości i 0,4 cm średnicy, łysiejące. Nasiona podługowato elipsoidalne, o długości 4 mm w liczbie od 15 do 20.